# Оскар Данон
Оскар Данон (Сарајево, 7. фебруар 1913 — Београд, 18. децембар 2009) је био југословенски диригент и композитор јеврејског поријекла, академик АНУ БиХ.
Дипломирао је дириговање и композицију на Прашком државном конзерваторијуму и докторирао филозофију на Карловом универзитету у Прагу. Био је у партизанима, био је први директор Опере и Балета Народног позоришта у Београду после Другог свјетског рата, а затим њихов умјетнички директор и стални гост диригент, био је шеф диригент Словенске филхармоније у Љубљани и Симфонијског оркестра Радио Загреба, редовни професор Музичке академије у Београду.

## Биографија
Оскар Данон је рођен 7. фебруара 1913. године у Сарајеву. Потиче из грађанске јеврејске породице. Његов отац, који је у Бечу завршио трговачки академију, био је власник мануфактурних радњи у Сарајеву које су му одузете 1941. године успоставом власти НДХ. Мајка Оскара Данона, Хани Данон, свирала је клавир тако да је растао у кући окружен музиком.

### Гимназијски дани
Похађао је Прву мушку гимназију у којој врло рано долази у сусрет са лијево оријентисаним професорима, те учествује у активностима социјалистички опредијељене омладине и раду литерарног кружока „Омладина“. 1928. године оснива први џез оркестар „Боби џез“ у коме свира клавир.
У седмом разреду гимназије музику му је предавала Анка Ивачић, професорка која се касније удала за књижевника Хамзу Хуму. У пјевачком хору који је Анка Ивачић водила, Оскар Данон свирао је клавир, све док професорка Ивачић није затражила од њега да је замијени на мјесту диригента. То су били његови диригентски почеци. Касније је с ученицама Женске гимназије направљен мјешовити хор, па би преко љета одлазили на турнеје по бившој Југославији. Изводили су дјела Мокрањца, Славенског, Готовца, рецитовали Крањчевића, Змаја, Шантића... У Макарској га је чуо професор прашког конзерваторија и композитор Франтишек Пицха и веома се заинтересовао за њега. Када је требало да одлучи гдје ћу на студије, дошао је у Сарајево код Оскаровог оца и инсистирао да оде у Праг и студира музику.

### Студије
Године 1933. уписао је филозофију на Филозофском факултету Карловог универзитета, а на Државном конзерваторију, композицију и дириговање.
У Прагу је у то вријеме био значајан број југословенских студената, који су убрзо узели учешћа у друштвеном и политичком животу. Студенти из Југославије су у то вријеме били подијељени у двије групе: једна је била социјалистичка, док је друга била прорежимски и националистички оријентисана. Први су били окупљени око удружења Матија Губец, којем је и Данон припадао, и Удружења студената технике, а други, десно настројени, ушли су у Српску задругу или Хрватску задругу. Централно удружење наших студената, Југославија, којег је званично помагало Краљевско велепосланство, до 1935. било је у рукама десничара и националиста. Касније га преузимају лево оријентисани студенти.

### Повратак у Сарајево
Године 1938. у Прагу је, после дипломског концерта с оркестром Конзерваторија, одбранио докторску тезу на тему Клод Дебиси и музички импресионизам, почетак декаденце у музици. Те 1938. у Сарајево је са студија из иностранства стигао велики број младих интелектуалаца, па је град који је годинама био без значајнијих културних манифестација, одједном живнуо. У оквиру Сарајевске филхармоније заједно са пијанисткињом Матусја Блум, балеринама Аном Рајс и Убавком Миланковић, ликовним умјетницима Војом Димитријевићем, Исметом Мујезиновићем, Данијелом Озмом, Романом Петровићем, инжењерима Јахиелом Финцијем, Емериком Блумом, Шуицом Саломом, писцима Јованом Кршићем, Борисом Ковачевићем, Бором Драшковићем, правницима Павлом Горанином, Младеном Цвитковићем, и другим, оснива умјетничко друштво Колегијум артистикум (Collegium Artisticum) који организује хорске рецитације, предавања, мултимедијске умјетничке вечери, изложбе итд.

### Други свјетски рат
Након 6. априла и слома Југославије, сви љевичари окупљени око Колегијума, због тајних полицијских спискова на којима су се налазила њихова имена, морали су у илегалу.
Чим је успостављена власт Независне Државе Хрватске, у све сарајевске радње које су држали Јевреји и православци уведени су повјереници. Једна већа радња Оскаровог оца додијељена је породици Мешиновић. Након рата, радња је национализована и од ње је настала Нама. Родитељима је одузета и радња која се налазила поред хотела Централи дата је на управљање диригенту хрватског пјевачког друштва Напредак, Ивану Деметру, који је, по казивању Оскаровог брата, учествовао у протеривању његових родитеља из великог лијепог стана у центру Сарајева. Родитељи су живели као подстанари код једне муслиманске породице која их је лијепо примила и омогућила им да, преодјевени у муслиманску ношњу, уз помоћ очевог нећака, избегну усташки погром и да се преко Сплита и Мостара пребаце у Италију.
16. јула 1941. одлази у партизане. Тога дана договорио је са Славишом Вајнером, Слободаном Принципом, Хасаном Бркићем, Авдом Хоџићем, Бранком Милутиновићем и кројачем Ментом да се нађу код самостана К Исусу и Марији на Бјелавама и да пробају да се дочепају Романије. Са лажним планинарским легитимацијама које је, захваљујући својој школској другарици која је радила у Зубићевој усташкој канцеларији, полицијским жигом овјерила Вјера Боначић, Данонова будућа супруга, кренули су, наводно, на Црепољско, у планинарски дом. Пошто им се то чинило најбезбједнијим, договор је био да по њих дође такси. Међутим, таксист се уплашио, па су Славиша Вајнер, Слободан Принцип и Оскар Данон цео сат чекали док Хасан Бркић не стигне с новим. На Црепољском су их сачекали Авдо Хоџић, Бранко Милутиновић и кројач Менто. Партизани као организована формација још увек нису постојали, па су са Грујом Новаковићем, Пером Косорићем и Павлом Горанином, који је имао задатак да их сачека изнад засеока Сенковићи, кренули у Бијеле воде. У почетку су изводили диверзантске акције, минирали пруге, а онда полако формирали партизанске одреде. Најпре је био замјеник команданта Романијског батаљона, па онда командант одреда Звијезда. Партизанско име било му је Циго.
У партизанима компонује пјесме Романијо високога виса, Иде Тито преко Романије, Пјесма босанских пролетера. По тексту Владимира Назора компонује Друг Тито, Све што ј' било под пепелом, Пјесма о пести ...
28. новембра 1942. године рањен је током битке на Малешевцима, у сукобу са четницима.
Учествује на Другом засједању АВНОЈ-а у Јајцу, гдје је добио чин мајора.
Једно вријеме је, 1944. с Позориштем народног ослобођења боравио у Барију, где су давали приредбе у правом професионалном позоришту. Звало се Театро Пицини. Крајем септембра добио је наређење да се припреми за улазак у Београд. Добио је задужење да иде у Народно позориште, да формира хор, оркестар и ансамбл који ће извести свечану приредбу поводом прославе велике Октобарске револуције. Спремили су Шесту симфонију од Чајковског. Након 20. октобра, Позориште народног ослобођења је давало приредбе три пута дневно – ујутро, поподне и увече. Сала је увек била пуна.

#### Судбина Данонове породице уХолокаусту
Многи чланови Данонове породице страдали су у логорима. Оскаров брат био је у логору у Швајцарској, одакле се вратио у Сарајево. Оскарови родитељи, након што су успјели да се пребаце у Италију, послије рата 1948. године одлазе у САД у Детроит. Мајка му је радила као куварица у једном јеврејском старачком дому, а отац му је био економ - снабдјевач дома. Отац му је умро 1964. године, а мајка, која се вратила у Југославију, умрла je у Сарајеву 1972. године.

### Период након рата
Након завршетка рата жени се са Вјером Боначић из Сарајева. Одлази у Београд да живи. Дуги низ година је био директор Београдске опере (1945—1963). Од 1963. до 1970. дјелује као професор у разреду оперног студија на Музичкој академији у Београду. Од 1970. до 1975. је шеф-диригент Словенске филхармоније у Љубљани и потом двије сезоне (1980. – 1982) шеф-диригент Симфонијског оркестра Радио Загреба. Био је предсједник Удружења музичких уметника Србије, први генерални секретар Савеза композитора Југославије, обновио је Београдску филхармонију... С ансамблом Београдске опере имао је веома успјешне наступе у Паризу, Бечу, Единбургу, Фиренци, Венецији, Висбадену, Риму, Берлину... На тим гостовањима је срео и упознао многе велике уметнике, а с некима од њих доцније и сарађивао. Као гост диригент наступао је у више наврата у водећим оперским кућама и концертним дворанама Европе, Сјеверне Америке, Совјетског Савеза и Јапана.
Јозеф Корбел, амбасадор Чехословачке у Југославији (1945—48), у својој књизи Титов комунизам (1951), описује Данона као младог диригента "просечних талената" који је доспео на место директора захваљујући "примерном служењу Титу у покрету отпора и компоновању неколико песама о Титу".

### Распад СФРЈ
Учествовао је у антиратним протестима у Сарајеву када је на окупљене протестанте отворена снајперска ватра. У Сарајеву се, тада, сасвим случајно налазио. Успио је да напусти Сарајево посљедњим летом из Сарајева за Београд. Од 1992. године живио је у Башкој, на острву Крк у Хрватској. Остао је велики противник националиста и, по сопственом признању, био је југоносталгичар. Према његовим сјећањима, које је забиљежила Свјетлана Хрибар, 2005. године објављена је биографска књига „Ритмови немира”.
Септембра 2008. године изабран је за члана Академије наука и умјетности БиХ.
Преминуо је 18. децембра 2009. године у Београду. Сахрањен је у Алеји заслужних грађана на београдском Новом гробљу.

## Признања и награде
- Октобарска награда Града Београда
- Награда АВНОЈ-а (1970)
- Награда „Ватрослав Лисински“, Хрватско друштво складатеља (2004)[2]...

## Музички примјери
Дуни ми, дуни, лађане...ⓘ
Видјеле сте сиђох одозгора...ⓘ